# Argos Ltd
Argos Limited eller Argos er en britisk katalog-detailhandelskæde med hovedkvarter i Milton Keynes. De har 883 butikker i Storbritannien og Irland. Siden 2016 har butikskæden været ejet af Sainsbury's. Virksomheden blev etableret i 1972 og er navngivet efter byen Argos i Grækenland.